# Terrorfett
Terrorfett ist eine 2016 gegründete deutschsprachige Hardcore-Punk/Punkrock-Band aus Karlsruhe.

## Bandgeschichte
Terrorfett wurde 2016 von „Cuccu“, „Alex“ und „Plüschi Fett“ gegründet. Bei Plüschi Fett handelt es sich um Christian Bundschuh (* 1967), den Besitzer der Punkrock-Kneipe Alte Hackerei in Karlsruhe. Sänger und Gitarrist Cuccu ist ein Angestellter dort.
Am 4. August 2017 veröffentlichte die Band ein YouTube-Video mit ihrem Song Krebs für Gauland. Das Lied richtet sich gegen die AfD und den Politiker Alexander Gauland im Speziellen.
Am 15. September 2017 erschien das Debütalbum Die Boys vom Barbershop über die Labels Twisted Chords, Broken Silence und Sonic Rendezvous als MC, LP und Download.
Ende 2017 spielt die Band auf dem Festival Punk im Pott.

## Musikstil
Die Band bezeichnet ihren Stil selbst als Mischung aus Hardcore Punk, Punkrock und Trash. Bei der Musik handelt es sich um schnell gespielten Punk mit deutschen Texten, der an US-Hardcore-Punk der 1980er Jahre erinnert. Die Texte sind im Stil alter Deutschpunk-Bands gehalten und zum Teil politisch, aber auch persönlich.

## Diskografie
Alben
- 2017: Die Boys vom Barbershop (LP, MC, Download; Twisted Chords/Broken Silence/Sonic Rendezvous)

Samplerbeiträge
- 2018: Wer spricht morgen noch über dich? auf Bekannt + beliebt – 28 Bands spielen Notdurft (Überfall Records)